# Montussan

Montussan este o comună în departamentul Gironde din sud-vestul Franței. În 2009 avea o populație de 2.643 de locuitori.

## Evoluția populației
| An        | 1975  | 1982  | 1990  | 1999  | 2006  | 2009  |
| --------- | ----- | ----- | ----- | ----- | ----- | ----- |
| Populație | 1.233 | 1.727 | 1.903 | 2.207 | 2.577 | 2.643 |